# Descompactador

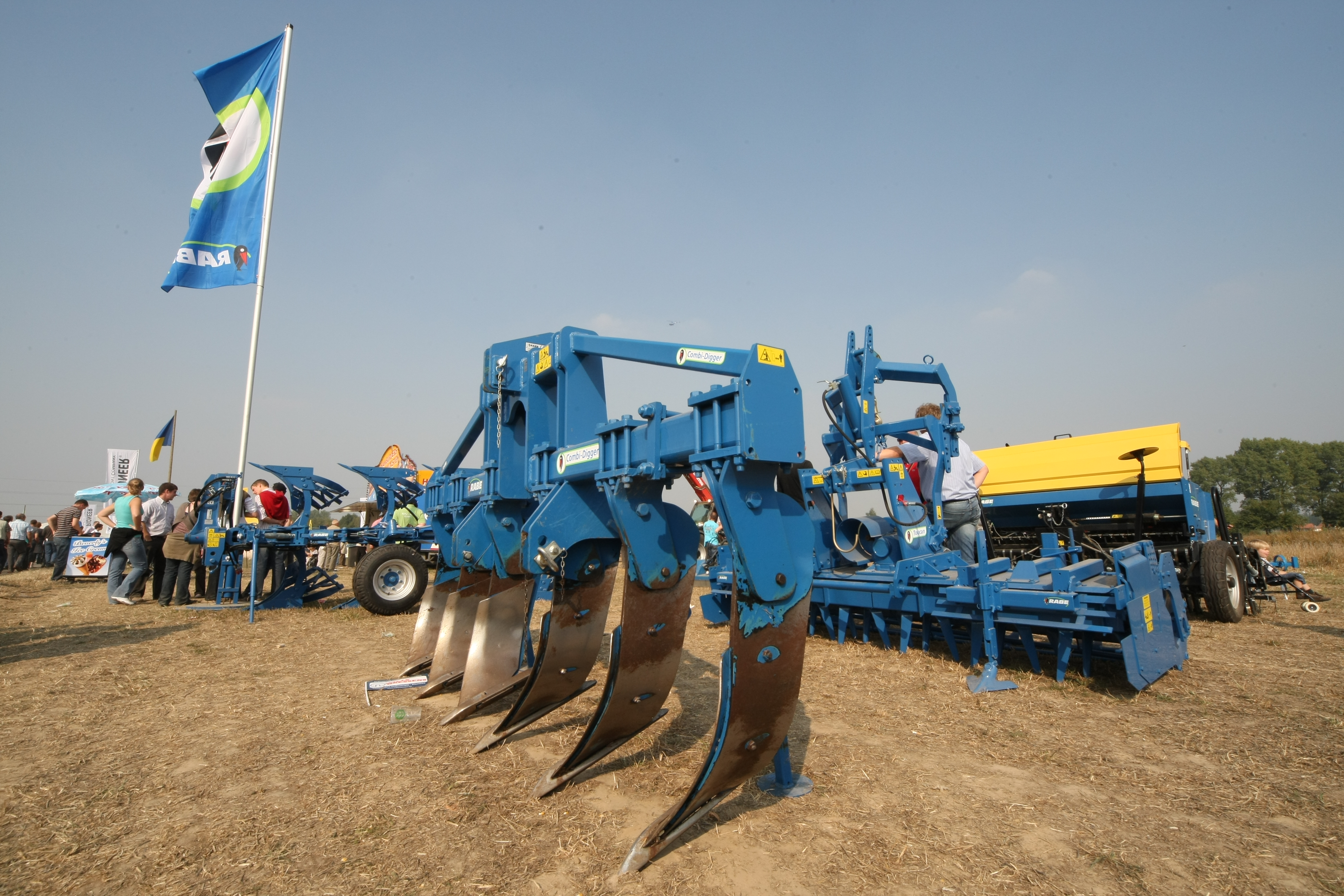
Descompactador (en primer plano).

El descompactador es una máquina agrícola que realiza una labranza vertical profunda que resquebraja un suelo excesivamente compactado, sin invertir el perfil ni enterrar la vegetación. Para ello está provisto de brazos con láminas anchas que tienen una doble curvatura, vertical y horizontal, que al operar provoca la fractura del suelo, consistente en un corte vertical junto con una disgregación horizontal del mismo en toda su profundidad de trabajo. En esto se distingue del subsolador que sólo realiza una labranza vertical profunda fracturando horizontes (capas) compactados del suelo.
Al fracturar el suelo logra un esponjamiento que facilita la penetración del agua y el crecimiento de las raíces. Labranza profunda se refiere a una profundidad superior a 25-30 cm, hasta alrededor de 50 cm. La potencia requerida es proporcional a la profundidad de trabajo y a la compactación del suelo. Se halla entre 15 y 30 CV por brazo (11-22 kW/brazo).

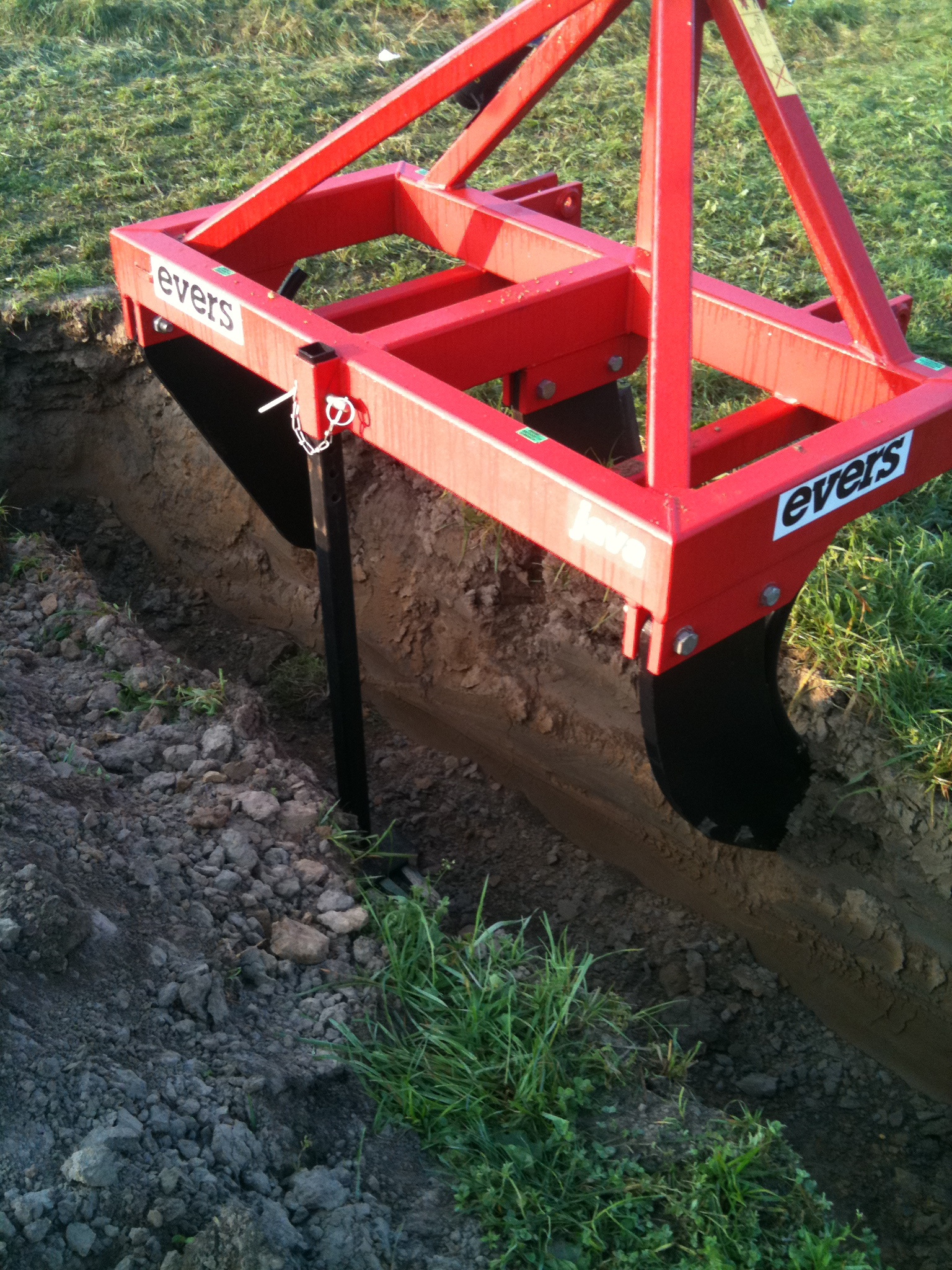
Un descompactador de dos brazos. La foto muestra su penetración en el suelo.

Se recomienda el uso del descompactador en suelos compactados por excesivo tránsito de máquinas agrícolas, por pisoteo del ganado pastoreando en potreros y también en campos con muchos años de siembra directa.